# Orimarga (Orimarga) griseipennis
Orimarga (Orimarga) griseipennis is een tweevleugelige uit de familie steltmuggen (Limoniidae). De soort komt voor in het Oriëntaals gebied.